# Vohu Manah
Vohu Manah (del avéstico, donde vohu, significa "buen, bueno" y manah, cognado del sánscrito mánas y en PIE *ménos, relacionado con "mente" o pensamiento), o modernamente, en persa nuevo, Bamã, بهمن; transliterado Bahman; en persa medio, 𐭥𐭤𐭥𐭬𐭭, transliterado, Wahman o Vohuman) es un término que significa "buena mente", "buen pensamiento" o "buen propósito" y es usado en enseñanzas acerca de la divinidad, en el hinduismo y el zoroastrismo. 
La palabra mánas sugiere algo en común entre las ideas de los Gathas y las de Rigveda. Lo opuesto a Vohu Manah es Aka Manah, 'propósito maligno' o 'mente maligna'. Vohu manah significa literalmente el buen estado moral de la mente de una persona que solo le permite realizar sus deberes, ya sea el culto a Ahura Mazda o el cuidado de las vacas, que en los Gathas se considera particularmente importante.
Es uno de los seres divinos, denominados frecuentemente ángeles, a los que se les da el nombre de Amesha Spenta en las partes posteriores del antiguo avéstico. Como con todos estos seres, una idea originalmente abstracta ha sido posteriormente personificada y deificada.
Más que un término la "Vohu Manah" es un "estado de conciencia elevado" en el cual el adepto acepta la hermandad y entiende los errores de todos los humanos sin reprocharlos y por ello se encuentra en un "escalón arriba" dentro del pensamiento, lo que purifica sus errores y lleva al individuo a lograr sus metas sin importar el obstáculo.
Cuenta la leyenda que cuando tenía treinta años, Zoroastro tuvo su primera visión de Dios. Cuando estaba en la orilla del
río Daitya, se le apareció el arcángel Vohu Manah en forma humana pero nueve veces más alta que una persona común. Vohu Manah
pidió a Zoroastro que dejara a un lado su cuerpo para poder ascender con él al cielo. Allí el profeta se presentó ante la presencia de Ahura Mazda, quien lo instruyó sobre qué debía enseñar desde ese momento en adelante. Así, de vuelta en la tierra, cumplió con la visión de forma inmediata. En los siguientes ocho años, tuvo otras seis visiones más.
En el calendario zoroástrico, el segundo día de cada mes, así como el undécimo mes de cada año, están dedicados a Vohu Manah. En el calendario civil iranio, que hereda los nombres de los meses del calendario zoroástrico, el undécimo mes también es llamado Bahman.
El emperador aqueménida Artajerjes II llevaba 'Vohu Manah' como segunda parte de su nombre del trono, que cuando se 'tradujo' al griego apareció como 'Mnemon'. En nuevo persa, Bahman sigue siendo un teóforo en la tradición iraní y zoroástrica actual.